# Ekraveien (metrostation)
Ekraveien is een metrostation in de Noorse hoofdstad Oslo. Het station werd geopend op 22 december 1948 en wordt bediend door lijn 2 van de metro van Oslo.